# Marchese di Northampton
Marchese di Northampton è un titolo ereditario della nobiltà inglese della paria d'Inghilterra.

## Storia
Il titolo venne creato per la prima volta nella Paria d'Inghilterra nel 1547 in favore di William Parr, fratello della regina Catherine Parr, sesta e ultima moglie di Enrico VIII d'Inghilterra. Il titolo venne annullato nel 1554 dopo l'ascesa di Maria I d'Inghilterra e restaurato poi nel 1559 da Elisabetta I d'Inghilterra. Alla morte di William Parr nel 1571 il titolo si estinse.
L'anno successivo, 1572, il titolo venne ricreato per la famiglia Compton come contea e successivamente venne elevato a marchesato nel 1812, questa volta però nella Parìa del Regno Unito.
La sede ufficiale della famiglia è suddivisa tra il Castello di Ashby nel Northamptonshire e Compton Wynyates nel Warwickshire. La famiglia è ancora oggi una delle maggiori proprietarie terriere d'Inghilterra.

## Marchese di Northampton, prima creazione (1547)
- William Parr, I marchese di Northampton (1513–1571) (annullato nel 1553; restaurato nel 1559; estinto nel 1571)

## Baroni Compton (1572)
- Henry Compton, I barone Compton (c. 1538-1589)
- William Compton, II barone Compton (m. 1630) (creato Conte di Northampton nel 1618)

## Conti di Northampton (1618)
- William Compton, I conte di Northampton (m. 1630)
- Spencer Compton, II conte di Northampton (1601–1643)
- James Compton, III conte di Northampton (1622–1681)
- George Compton, IV conte di Northampton (1664–1727)
- James Compton, V conte di Northampton (1687–1754)
- George Compton, VI conte di Northampton (1692–1758)
- Charles Compton, VII conte di Northampton (1737–1763)
- Spencer Compton, VIII conte di Northampton (1738–1796)
- Charles Compton, IX conte di Northampton (1760–1828) (creato Marchese di Northampton nel 1812)

## Marchesi di Northampton, seconda creazione (1812)
- Charles Compton, I marchese di Northampton (1760–1828)
- Spencer Compton, II marchese di Northampton (1790–1851)
- Charles Compton, III marchese di Northampton (1816–1877)
- William Compton, IV marchese di Northampton (1818–1897)
- William Compton, V marchese di Northampton (1851–1913)
- William Compton, VI marchese di Northampton (1885–1978)
- Spencer Compton, VII marchese di Northampton (n. 1946)